# Спасо-Преображенський кафедральний собор (Одеса)
Спасо-Преображенський кафедральний собор — найбільший православний храм Одеси, головний собор Одеської єпархії УПЦ (МП). Розташований в історичному центрі Одеси.
Закладений в 1795 році, освячений в 1808. Протягом наступного століття неодноразово перебудовувався і модернізувався. У 1936 був повністю зруйнований. 1940 року на його місці розмістили фонтан. Собор відбудований у 1999—2011 роках на місці зруйнованого попередника. У 2001 наново освячена каплиця дзвіниці; у 2005 — нижній храм; у 2010 — верхній храм. У 2010 році виведений з комунальної власності міста у приватну власність УПЦ (МП).
23 липня 2023 року, під час російсько-української війни, через злочинну ракетну атаку Росії, собор зазнав значних руйнувань. Повністю знищено вівтар і пошкоджено тримальну конструкцію будівлі.

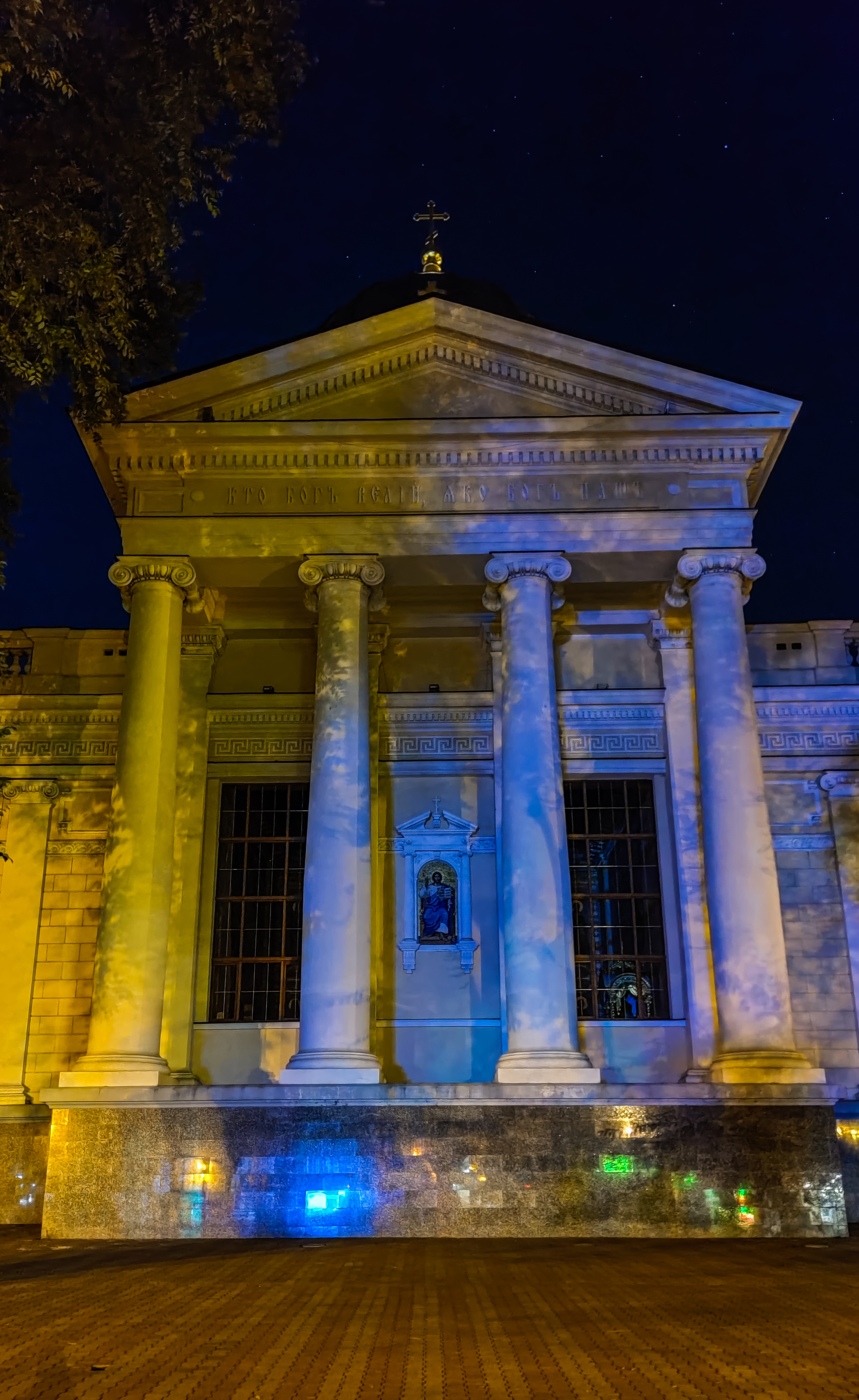
Будівля Спасо-Преображенського собору, де поховано видатних людей м. Одеси й Південного регіону України — князя М. С. Воронцова та княгиню Є. К. Воронцову, Одеса, Соборна пл., 3

## Історія

### Церква

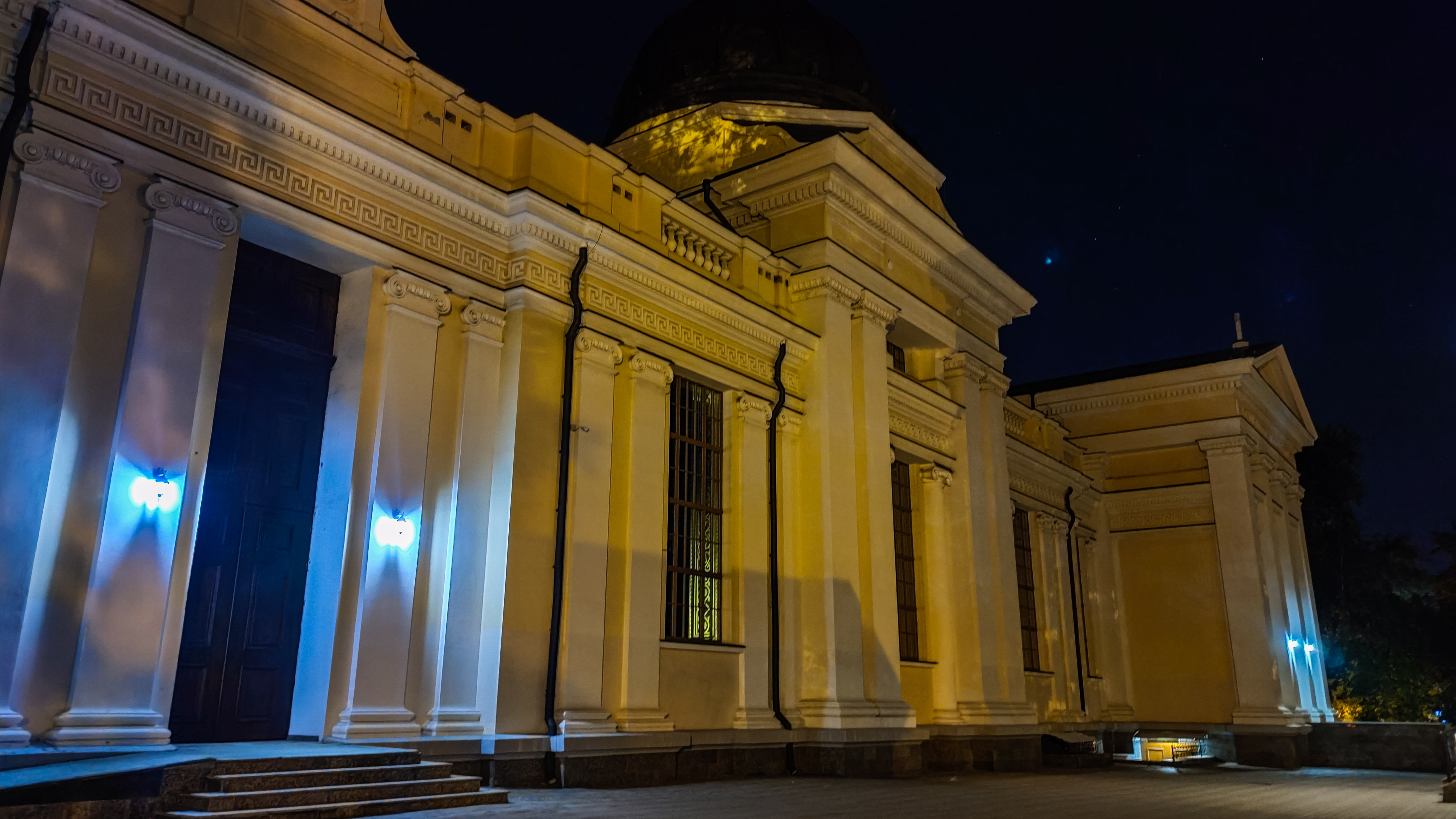
Будівля Спасо-Преображенського собору, де поховано видатних людей м. Одеси й Південного регіону України — князя М. С. Воронцова та княгиню Є. К. Воронцову, Одеса, Соборна пл., 3

У серпні 1794 відбулося урочисте освячення міста Одеси, під час якого на Соборній площі освятили місце будівництва церкви на честь Миколи Чудотворця, а в 1795 був закладений перший камінь. Ця тимчасова церква і стала прародителькою майбутнього кафедрального собору.
За архівними документами і літературними джерелами, будівництво кам'яної соборної церкви в Одесі митрополит Катеринославський Гаврило (Бенулеску-Бодоні) доручив архітекторові, інженер-капітанові В. Вонрезанту і 14 листопада 1795 поряд з тимчасовим Миколаївським храмом на одній з головних площ в Одесі митрополит освятив закладку кам'яної церкви на ім'я того самого святителя.
Спорудження церкви за проєктом інженера В. Вонрезанта планувалося закінчити у 1797, але урочисте освячення церкви відбулося тільки 25 травня 1808.

### Побудова храму
18 лютого 1800 храм св. Миколая назвали соборним. Значні кошти надала імператриця Катерина II на будівництво суспільних споруд в Одесі, у тому числі і соборного храму. На його спорудження виділили 24,135 руб. Підрядники зобов'язалися закінчити всі роботи в серпні 1797. Протягом декількох місяців вони працювали і встигли звести споруду лише до цоколя. Але незабаром унаслідок смерті Катерини II за наказом Павла I спорудження храму, як і інші будівельні роботи в Одесі, припинили.
27 січня 1803 градоначальником Одеси призначили герцога де Рішельє, який подав у Петербург для затвердження і асигнування відповідних коштів із шести передбачених церков тільки плани двох — Миколаївської та Катерининської. Креслення затвердили, з державної скарбниці виділили на спорудження собору в 1804 40 000 рублів, а в 1805 суму збільшили до 100 000.
Роботи почали 8 квітня 1804: саме тоді Рішельє видав наказ

«…приступить к постройке соборной церкви во имя Святителя и Чудотворца Николая, заложенной и основанной фундаментом в Одессе прошлого 1795 года в царствование императрицы Екатерины II, а ныне щедротами… внука Ея, … Императора Александра I, должна быть окончена строением…»

Зведення собору відновили і нагляд за роботами довірили архітекторові Франсіскові Фраполлі.
20 травня 1808 завершили будівництво нового кам'яного храму — головний масив собору. Проте внутрішнє облаштування йшло дуже повільно, не вистачало засобів на створення нового іконостасу. 25 травня 1808 архієпископ Катеринославський Платон (Любарський) освятив головний вівтар собору в ім'я Преображення Господнє, правий  — в ім'я святого чудотворця Миколи Мирликійського, а лівий — в ім'я святого Спиридона і відтоді собор почав іменуватися не Миколаївським, а Спасо-Преображенським. Відвідавши приморське місто в 1810 князь Іван Долгоруков так описав своє враження від храму:

«…выстроен прекрасной архитектуры собор… он аналогичен базиликам Европы. Однако нет при нем соответствующей колокольни. Внутри церкви пол выстлан из черною мрамора: в центре разноцветные изразцы дают ему вид мозаического паркета. Приступки между колонн, по коим входят в храм, будут намощены лавой. Она уж выписана и заготовлена. Что может быть в новом вкусе того роскошнее? Жаль, что иконостаса нет хорошего: он писан на ширмах, затянутых холстом, наподобие полковых церквей. Утвари в соборе богатой нет, видно, что заботились о наружной красоте здания для города более, нежели о внутреннем благополучии дома Господня».(рос.)

### Будівництво дзвіниці
1825 року затверджено проєкт дзвіниці, розроблений Джованні Фраполлі. Її розташували на захід від храму, будівництво завершили в 1837 році.

### Реконструкції

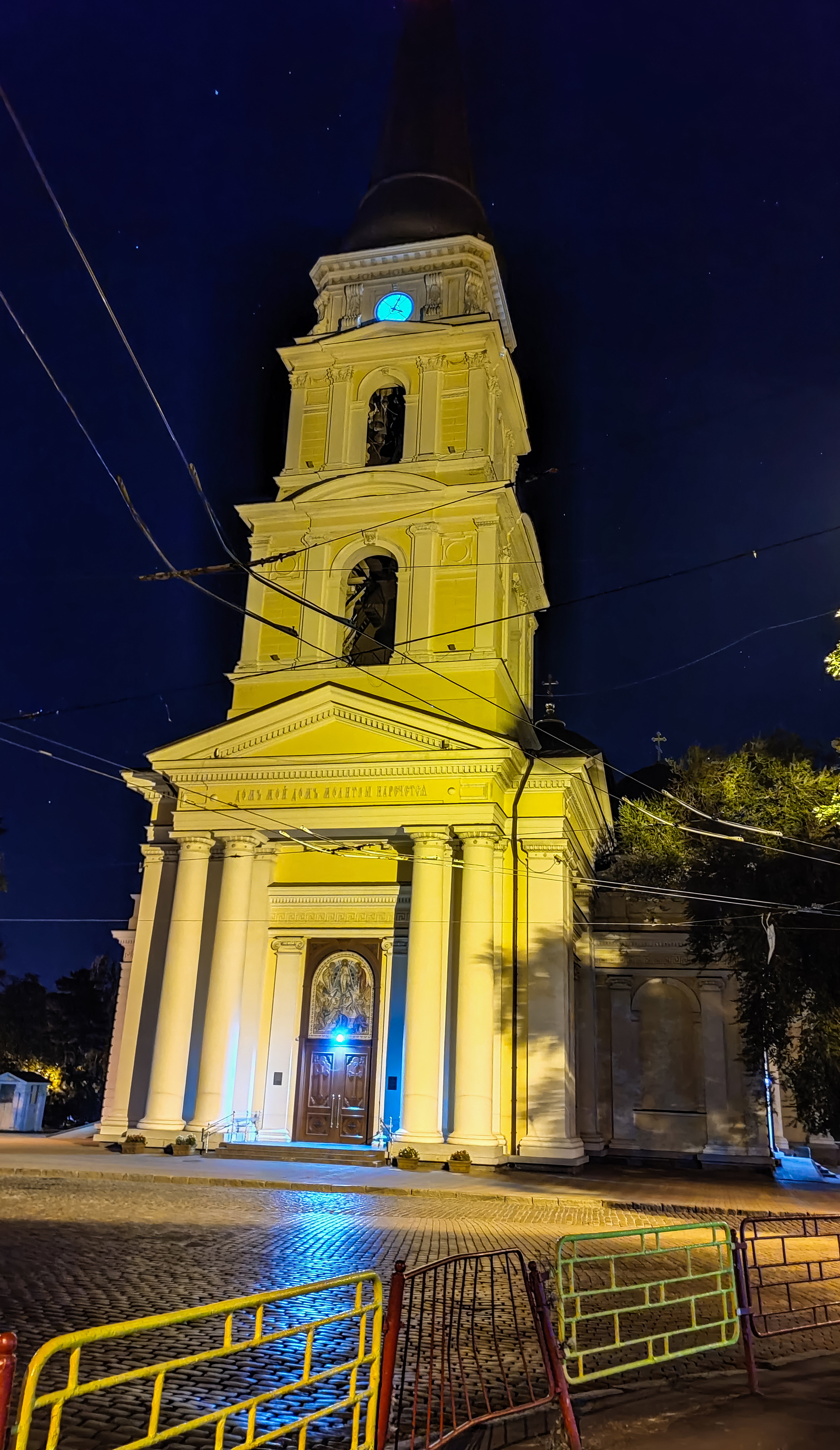
Будівля Спасо-Преображенського собору, де поховано видатних людей м. Одеси й Південного регіону України — князя М. С. Воронцова та княгиню Є. К. Воронцову, Одеса, Соборна пл., 3

Зважаючи на зростання значення Одеси у XIX столітті, яка стала фактичним центром півдня Російської імперії, у 1837 році з Катеринославської і Херсонес-Таврійської єпархії була виокремлена Херсонська і Одеська єпархія з розміщенням у Одеському Спасо-Преображенському соборі кафедри правлячого єпархіального архієрея. Відповідно виникла потреба у розширенні храму. На замовлення першого архієпископа новоутвореної єпархії Гаврила в 1841 році архітектор Деолаус Генріх Гейденрейх (німець, син Готтлоб Генріха Гайденрайха), розробив проєкт трапезної частини з бічними приділами Симеона Богоприємця та Сергія Радонезького, що об'єднала храм та дзвіницю. Доопрацьована архітекторами Пьєтро Вісконті та Луїджі Руска. Будівництво тривало протягом 1849 — 1853 років за керівництва Франца Моранді та Олександра Шашина.[джерело?]
Часткові реконструкції собору проводилися в 1870—1880 роках, а в 1894 році був здійснений капітальний ремонт собору. Архітектурні недоліки собору, що виникли при багаторазових добудовах, були виправлені при останній реконструкції 1900—1903 років, на яку витратили 220 000 рублів з міської казни. За проєктом Аркадія Тодорова реконструкція передбачала не тільки зміну фасадів, але й значну перебудову інтер'єрів. У цей період побудували два бічні куполи, а до східного фасаду — портик. Прикрасили й дзвіницю.
Внутрішній вигляд собору був прекрасний. Перше, що вражало при вході в храм — велика кількість світла і простір. Колони в інтер'єрі в коринфському ордері були фанеровані штучним мармуром білого кольору. Підлога викладена з плит білого мармуру. Новий іконостас — з сірувато-білого полірованого мармуру. Над престолом підносився куполоподібний покров на самостійних колонах.
Після реконструкції 1903 року кафедральний Спасо-Преображенський собор став одним з найбільших храмів Російської імперії і вміщував до 9 000 осіб у верхньому храмі і ще 3 000 — у нижньому. Його розміри в плані становили 90×45 метрів, а висота дзвіниці — 72.
- Місто, гавані та форти Одеси з висоти пташиного польоту. В центрі — собор без дзвіниці
- Преображенська площа, храм та дзвіниця у 1840-х рр.
- Поштова листівка зі світлиною собору близько останньої чверті XIX ст.
- Собор на початку XX ст.

### Руйнування

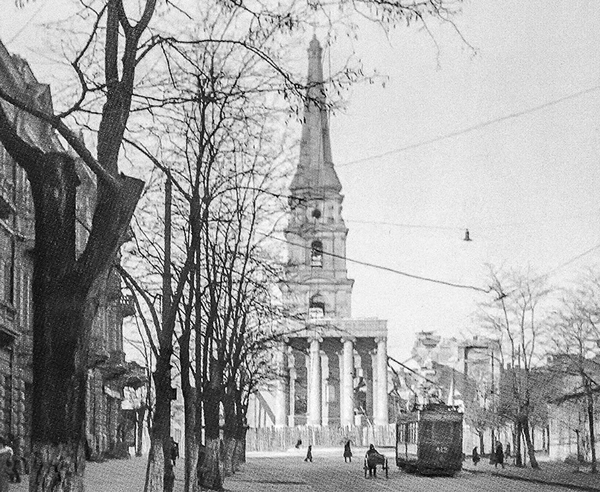
Напівзруйнований собор, вигляд з вул. Грецької. Березень 1936.

2 березня 1932 — рішенням Виконавчого комітету Одеської міської ради робітничих, селянських і червоноармійських депутатів собор разом з іншими культовими закладами Одеси був закритий. А у 1936 — зруйнований. Всупереч поширеній думці його не підірвали, а спочатку ретельно розграбували (собор був фанерований, а підлоги викладені плитами мармуру і граніту), а потім розібрали по камінчику. Підтвердженням цьому є той факт, що, як показали сучасні розкопки, фундамент собору залишився цілим. Перед цим, під тиском зацікавлених у руйнуванні собору осіб, головний архітектор міста підписав ухвалу про те, що собор не представляє архітектурної цінності.
Після цього більшовицька влада міста вирішила влаштувати на місці собору розважальне місце, а на місці головного вівтаря — туалет. Лише заступництво академіка Володимира Філатова врятувало святе місце від осквернення: у 1940 році на місці вівтаря встановили фонтан з великою мармуровою вазою у вигляді квітки («вазою Філатова», як її прозвали згодом). Після відновлення собору у 2005 році цей фонтан був перенесений на місце першого міського фонтану на Соборній площі.

### Відбудова

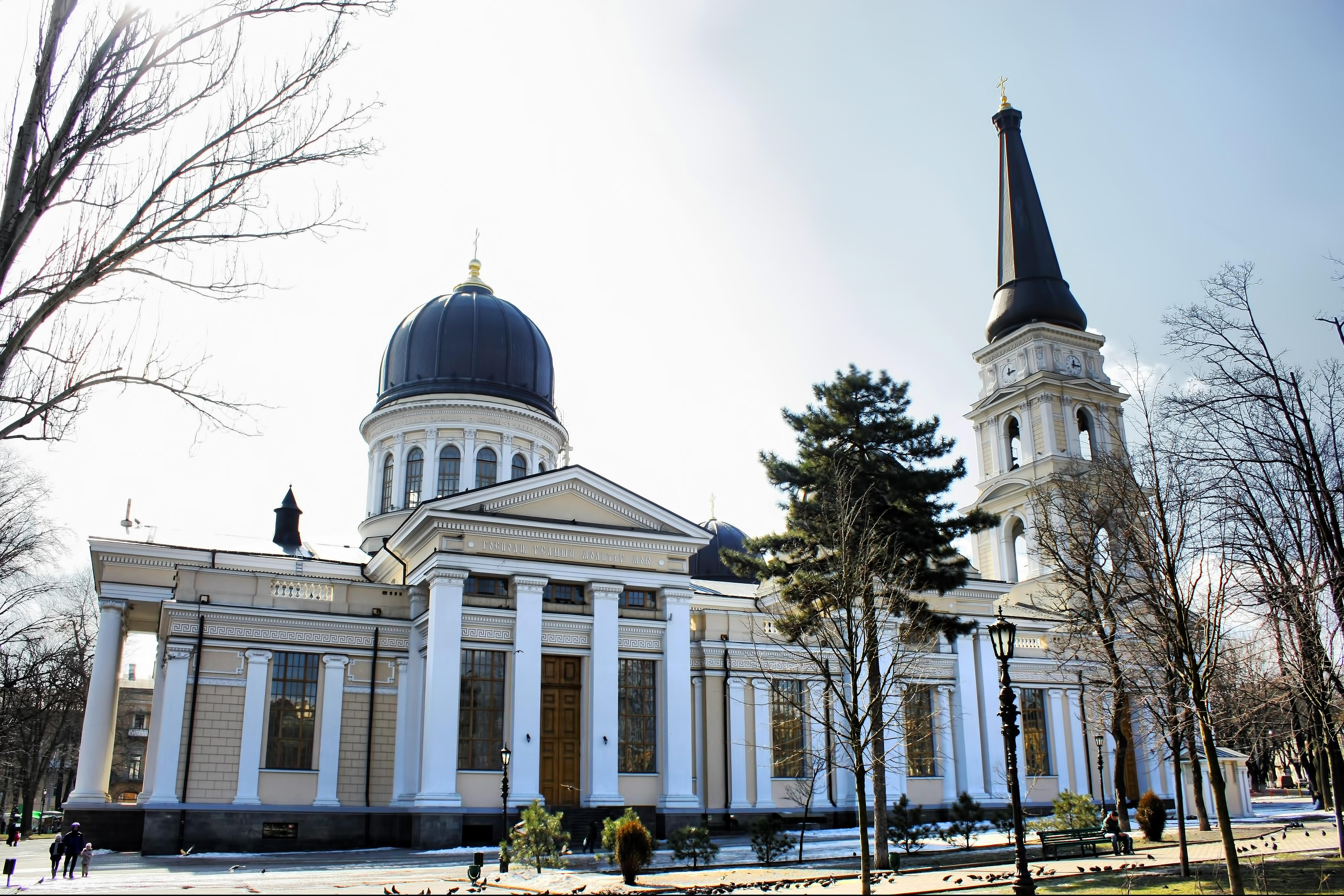
Відбудований собор, вид збоку пам'ятника князеві Воронцову у березні 2011

- У 1996—1999 роках провели розкопки і знайдений старий фундамент собору;
- 5 вересня 1999 року — проведено урочисте освячення початку будівництва і закладання в фундамент[джерело?] майбутнього собору капсули з посланням майбутнім поколінням та мощами Юрія (Георгія) Змієборця;
- 29 листопада 1999 року — розпорядженням міського голови оголошено конкурс на виконання будівельних і реставраційних робіт першої черги храму на Соборній площі;
- 29 грудня 1999 року за підсумками конкурсу генеральним підрядником визначили АТ «Стікон». Архітектори: Володимир Мещеряков, Анатолій Мартиненко, Ігор Худяков; інженери-будівельники: Леонід Крючков, Михайло Шишкалов; художники: Георгій Журавський, Олександр Рудий[2];
- 1 лютого 2000 року — початок будівництва нульового циклу;
- 29 квітня 2000 року — освячення і закладання першого каменя в підставу дзвіниці. Будівництво першої черги собору — дзвіниці здійснили менш ніж за рік;
- 6 січня 2001 року — при великому зібранні народу, під дзвін 14 дзвонів, відбулося урочисте відкриття дзвіниці та освячення дзвіниці в її першому ярусі. Цього же дня відбулася перша служба в нижньому храмі Одеського кафедрального собору Спасо-Преображенського — урочистий молебень, присвячений Світлому святу Різдва;
- 19 січня 2002 року — відбулося закладання першого каменя в стіну верхнього храму Спасо-Преображенського собору;
- 6 січня 2003 року — перша служба у верхньому храмі Одеського кафедрального Спасо-Преображенського собору — подячний молебень за завершення будівельних робіт;
- 5 січня 2005 року — освячення Свято-Андріївської зали, названої на честь святого апостола Андрія Первозванного. Ритуал здійснив митрополит Одеський і Ізмаїльський Агафангел
- 6 січня 2005 року — освячення нижнього храму на честь Інокентія Херсонського[3];
- У 2005—2006 роках повністю завершені роботи по нижньому храму й Андріївській залі;
- Рішенням Виконавчого комітету Одеської міської ради від 18.03.2005 р. № 134 Одеський кафедральний Спасо-Преображенський собор прийнятий в експлуатацію.
- 21 липня 2010 року — освячення верхнього храму предстоятелем Російської православної церкви Володимиром Гундяєвим та передача будівель храму з комунальної власності Одеської міськради у приватну власність Одеської єпархії Української православної церкви Московського патріархату[3][4];

Головною святинею собору була чудотворна Касперовська ікона Божої Матері, яка доставлялася щорічно до Одеси з села Касперова 25 вересня і залишалася в Соборі до Великодня. У Спасо-Преображенському соборі були поховані архієпископи Інокентій (1857), Іоанникій (1877), Дмитро (1883), Никанор (1890). У соборі розміщувалася могила князя М. С. Воронцова та його дружини. Коли в 1936 році собор зруйнували, прах князя Воронцова і його дружини рядові одесити перепоховали на Слобідському кладовищі Одеси. Опісля чотирьох десятиліть відновлено стіни Одеського кафедрального Спасо-Преображенського собору.
- 10 листопада 2005 року міська влада ухвалила рішення про повернення праху пари Воронцових у відновлений собор — вони перепоховані в нижньому храмі під тим місцем верхнього храму, де останки Воронцових покоїлися впродовж 80 років.

Будівництво храму здійснює добродійна організація — Чорноморський православний фонд — виключно на пожертви фізичних і юридичних осіб, жителів міста Одеси, а також іноземних осіб, що відвідують наше місто. Витрати на будівництво, включаючи проєктні роботи, становили 32 млн гривень. Бюджетні кошти на відтворення собору дотепер не використовувалися.
25 травня 2008 року виповнилося 200 років з дня освячення Спасо-Преображенського собору. До цієї дати планували завершити всі роботи і урочисто освятити храм. В наш час[коли?] в соборі залишилися невиконаними архітектурно-художні і декоративно-оформлювальні роботи, кошторис яких складає 30 млн гривень.

### Російсько-українська війна

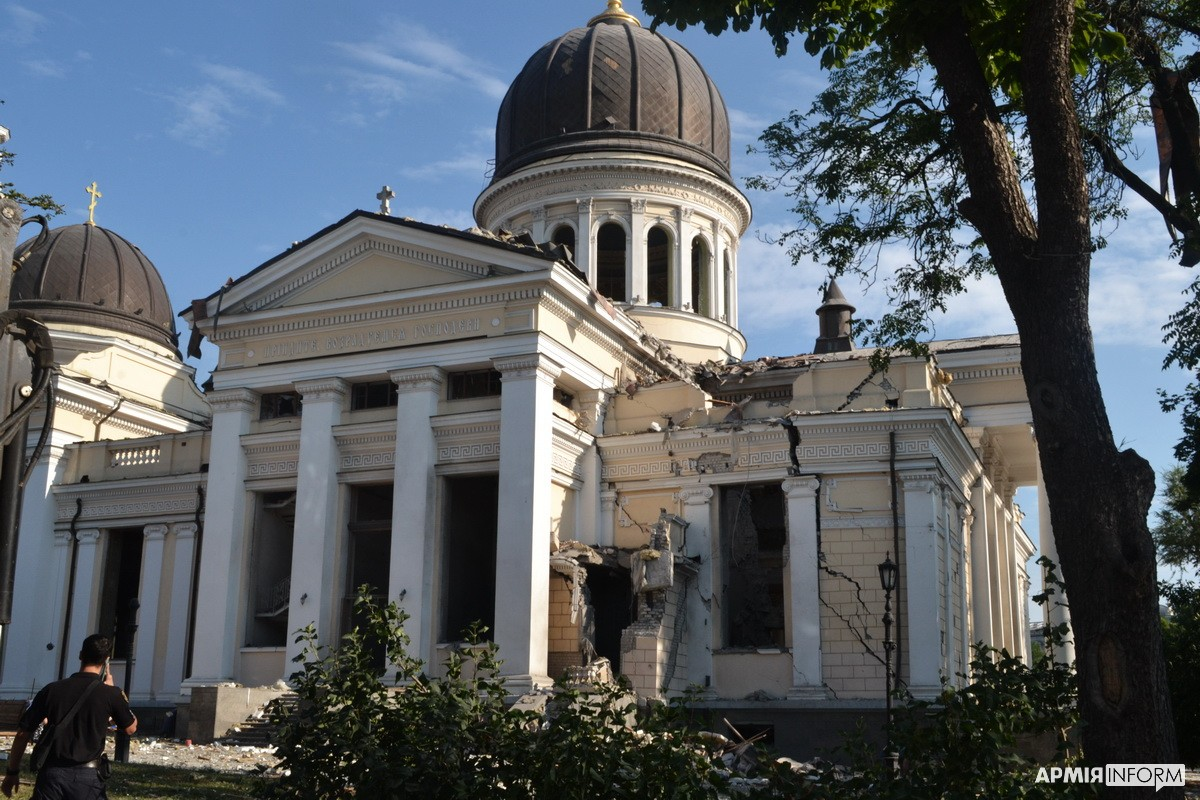
Пошкоджений південно-східний бік собору унаслідок російської ракетної атаки у ніч на 23 липня 2023 року

Вночі проти 23 липня 2023 року зазнав значних пошкоджень внаслідок терористичної ракетної атаки російських військ. Одна з ракет, випущених Росією тієї ночі, проломила стіну з південно-східного боку та влучила в головний вівтар у середині верхнього храму, зруйнувавши перекриття трьох поверхів, та пошкодивши внутрішнє оздоблення та ікони.
Прем'єр-міністр Італії Джорджіа Мелоні заявила, що її країна готова долучитися до реставрації собору, який постраждав внаслідок ракетного удару РФі. В лютому 2024-го Італія та ЮНЕСКО підписали угоду про надання 500 тисяч євро на реставрацію даху Спасо-Преображенського кафедрального собору. Над цим працюватимуть, зокрема, провідні архітектори з Італії.

## Статус пам'ятки
Цілій будівлі собору присвоєно статус пам'ятки історії місцевого значення згідно з наказом Міністерства культури і туризму України (міністр — Богуцький Ю. П.; прем'єр-міністр — Янукович В. Ф.) від 16.06.2007 № 662/0/16-07 як місцю поховання (перепоховання — 2005 рік) «видатних людей м. Одеси й Південного регіону України — князя Воронцова М. С. та княгині Воронцової Є. К.»